# 1TYM
I 1TYM (원타임?, pronunciato all'inglese "One Time") sono stati un gruppo musicale sudcoreano attivo dal 1998 al 2006, composto dai quattro membri Oh Jin-hwan, Teddy Park, Song Baek-kyoung e Danny.

## Storia
Teddy Park e Danny sono cresciuti a Los Angeles e sono stati scoperti lì quando erano adolescenti da un produttore che lavorava con Yang Hyun-suk. Dopo i due furono scritturati alla, YG Entertainment, e si trasferirono in Corea del Sud. Il gruppo composto da quattro membri: Teddy, Danny,  Jinhwan r Baekyoung debuttarono come 1TYM nel 1998 con l'album One Time for Your Mind. È stato uno degli album più venduti dell'anno e ha vinto numerosi premi importanti.

### Pausa
I 1TYM andarono in pausa nel 2006 a causa del servizio militare obbligatorio di Oh Jin-hwan. Sebbene non siano mai stati ufficialmente sciolti, da allora non sono più attivi come gruppo. La loro ultima esibizione è avvenuta nel 2008, quando erano ospiti del concerto giapponese dei Big Bang, Stand Up.
Oh Jin-hwan e Song Baek-kyung lasciarono l'industria dell'intrattenimento e da allora si sono sposati e hanno iniziato a prendersi cura delle loro rispettive famiglie. Song è apparso nel 2017 nel talk-show Radio Star al fianco di altri cantanti Joon Park e Kim Tae-woo e Jun Jin. Ha dichiarato che lui e Oh erano soci in affari e gestiscono un ristorante insieme.

## Formazione
Ex-membri
- Teddy Park – voce (1998-2005)
- Oh Jin-hwan – rapper (1998-2005)
- Song Baek-kyung – voce (1998-2005)
- Danny – voce (1998-2005)

## Discografia

### Album in studio
- 1998 – One Time For Yo' Mind
- 2000 – 2nd Round
- 2001 – Third Time To Yo' Mind
- 2003 – Once N 4 All
- 2005 – One Way